# Robert Comtesse
Pour les articles homonymes, voir Comtesse (homonymie).
Robert Comtesse, né à Valangin le 14 août 1847 et décédé à La Tour-de-Peilz le 17 novembre 1922, est un homme politique, un avocat et un juge suisse. Il est originaire de La Sagne et bourgeois d'honneur de Cernier et de Neuchâtel. Il est conseiller fédéral de 1900 à 1912. Durant son mandat, il joua un rôle important dans la création de la Banque nationale suisse.

## Juriste et politicien
Robert Comtesse fait des études de droit à Neuchâtel ainsi qu'à Leipzig, Paris et Heidelberg. En 1869, il devient avocat à Neuchâtel puis s'associe à Jules Breitmeyer à La Chaux-de-Fonds. Il est membre du Parti radical-démocratique après avoir quitté le Parti libéral suisse en 1874. Il est élu juge d'instruction et député au Grand Conseil neuchâtelois la même année.
En 1876, il est élu conseiller d'État à la suite de l'élection de Numa Droz au Conseil fédéral, poste qu'il conserve jusqu'à sa propre élection au Conseil fédéral en 1900 (35e conseiller fédéral de l'histoire[réf. nécessaire]). Durant son mandat de conseiller d'État, il occupe les postes de chef du département de police, puis de l'intérieur. Il contribue à créer le département de l'agriculture et de l'industrie, qu'il dirige dès 1884. Il est chancelier d'État en 1876-1877 (jusqu'en 1898, ce poste est occupé par un conseiller d'État) et président du Conseil d'État entre 1880 et 1881. Durant son mandat, il joue un rôle important dans la création de la Caisse cantonale d'assurance populaire en 1898. En 1891, le canton de Neuchâtel est, après Genève et le Tessin, le troisième canton à introduire l'élection au système proportionnel pour le Grand Conseil. Robert Comtesse défend ce projet, mais le refusera lorsque certains voudront l'étendre à la Confédération.

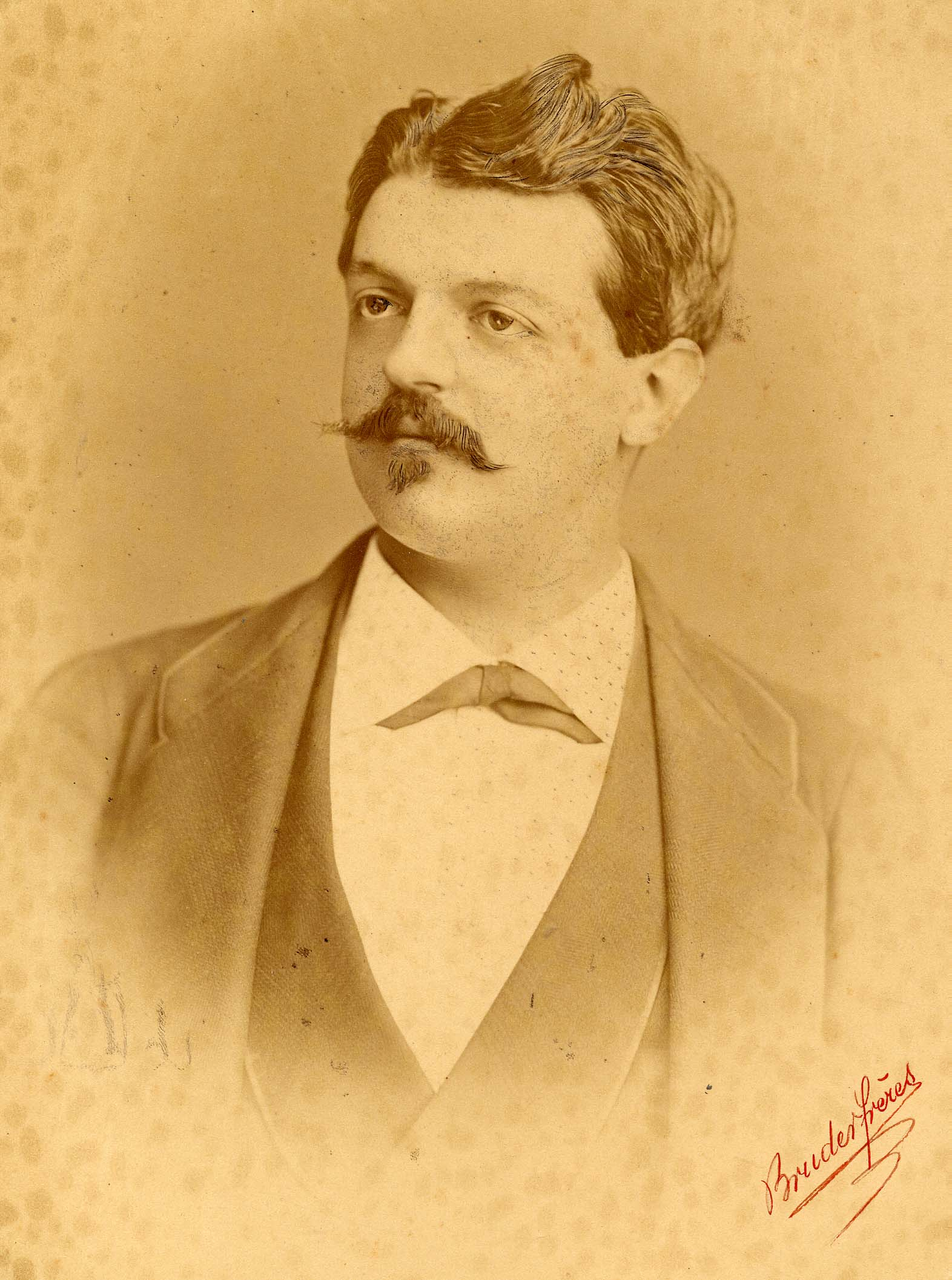
Robert Comtesse vers 1880

Entre 1883 et 1899, il cumule les postes de conseiller national et de conseiller d'État. Il préside le Conseil national en 1893-1894. Ses positions progressistes font dire à certains qu'il est « socialiste », notamment sur la question des syndicats obligatoires, projet du genevois Georges Favon qu'il soutient.
En 1881, il crée notamment avec Charles Borel, Jules Boissier, Antoine Martin et Louis Micheli, la Fédération des sociétés d'agriculture de la Suisse romande, qu'il préside pendant deux ans. Il est également un des fondateurs de la Chambre cantonale de commerce, de l'industrie et du travail.

## Conseil fédéral
À la suite de la démission de Adrien Lachenal, Robert Comtesse est porté candidat par son parti pour sa succession. Son élection se fait sans heurts puisqu'il est élu au premier tour en obtenant 148 voix sur 177 valables le 14 décembre 1899. En 1900, il prend la tête du  Département des finances et des douanes (dont il a également la charge en 1903, de 1905 à 1909 et en 1911). En 1901, il reprend le Département de justice et police. L'année suivante, il passe à celui des postes et des chemins de fer et le reprend en 1912. En 1904, il dirige le Département politique, charge qu'il a également en 1910. Il est président de la Confédération à deux reprises, en 1904 et en 1910 (élection le 10 décembre 1903 et le 9 décembre 1909[réf. souhaitée]). À ce poste, il rencontre en 1910 le président français Armand Fallières pour discuter des relations parfois tendues qu'entretiennent les deux pays à cette époque.
Robert Comtesse contribue à la création de la Banque nationale suisse. À la mort de son collègue Walter Hauser, en 1902, il reprend les finances. À l'inverse de son prédécesseur, il privilégie la recherche du consensus. Les conflits politiques entre les promoteurs d'une institution totalement privée et ceux désirant une banque étatique empêchent sa mise en place en 1897 et en 1901. Dans ce climat tendu, Robert Comtesse - persuadé de l'utilité d'une banque centrale - réussit à construire un compromis entre cantons, banques cantonales et particuliers. La mise en place légale a lieu en 1906 et la phase opérationnelle peut démarrer en 1907. Le 23 août 1906, lors de l'assemblée générale constitutive de la banque, qu'il préside, il déclare à propos de la banque : « Elle devra toujours avoir l’intérêt public du pays comme le premier mobile de ses déterminations et ne jamais oublier que le monopole qui lui a été concédé l’a été non pas dans le but d’arriver à réaliser de très grands bénéfices, mais avant tout dans le but supérieur de faire profiter le public tout entier de la création de la Banque, des bienfaits d’une bonne circulation fiduciaire et de tout ce qui pourra favoriser le développement de l’escompte commercial. Qu’elle fasse du mécanisme puissant dont elle va disposer un emploi toujours judicieux ! ».
Les problèmes financiers que rencontre la Confédération au début du XXe siècle, dus en particulier à l'augmentation des dépenses militaires, fragilisent Robert Comtesse, alors à la tête du département des finances. Certains n'hésitent pas à le qualifier de dilettante. À la suite d'une prise de position musclée de la commission des finances du Conseil des États, il quitte les finances à fin 1911.
Il démissionne du Conseil fédéral en mars 1912.

## L'après Conseil fédéral
À la suite de son retrait, il rejoint les Bureaux internationaux réunis pour la protection de la propriété intellectuelle (BIRPI), organisme qui deviendra plus tard l'Organisation mondiale de la propriété intellectuelle, qu'il quittera une année avant sa mort, en 1921.
Politiquement parlant, Robert Comtesse est également resté très actif après son retrait du Conseil fédéral. Durant la Première Guerre mondiale, il a montré de la sympathie pour les adversaires militaires des forces des empires centraux et appelé à protester contre l'invasion de la Belgique en 1914. Les résultats de la guerre contribuent à renforcer ses convictions pacifistes, ce qui le pousse à militer pour l'adhésion de la Suisse à la Société des Nations à partir de 1917.
Le Quai Robert Comtesse à Neuchâtel et la Rue Robert Comtesse à Cernier ont été nommés en son honneur.